# Jean-Baptiste Souchay
L'abbé Jean-Baptiste Souchay, né à Saint-Amand-Longpré (Loir-et-Cher) en 1688 et mort à Paris le 25 août 1746, est un ecclésiastique et philologue français.

## Biographie
Jean-Baptiste Souchay naît dans une famille aisée. Venu à Paris vers l'âge de seize ou dix-sept ans, après avoir fait ses études chez les oratoriens de Vendôme, il exerce comme précepteur dans plusieurs familles tout en continuant à étudier les belles-lettres. En 1726, il est élu membre de l'Académie royale des inscriptions et belles-lettres, qu'il fréquente assidument et à laquelle il contribue de nombreux mémoires. Il entre au Collège royal comme professeur d'éloquence latine en 1732. Il est nommé chanoine de la cathédrale de Rodez en 1734.
Jean-Baptiste Souchay s'est fait connaître en son temps pour ses éditions d'ouvrages, à commencer par celle des œuvres d'Ausone, considérée comme un modèle du genre par le soin qu'il apporta à l'indexation de chaque mot. Son succès dans ce domaine fut tel qu'il en négligea ses propres écrits, laissant inachevé un Traité de rhétorique dont il avait commencé la rédaction à partir de ses cours au Collège royal. Son édition de l’Astrée en 1733 fut toutefois vivement critiquée. Louis de Jaucourt parla d'une « édition mal conçue ». Norbert Bonafous la qualifia de « travestissement » et lui reprocha surtout d'avoir ôté « ses plus belles fleurs » en voulant l'abréger et la corriger tout à la fois.

## Publications
Éditions d'ouvrages
- Roland Le Vayer de Boutigny : Tarsis et Zélie (6 volumes, 1720)
- Ausone : D. Magni Ausonii Burdigalensis Opera. Interpretatione et notis illustravit Julianus Floridus, in usum serenissimi Delphini. Recensuit, supplevit, emendavit, dissertationem de vita et scriptis Ausonii, suasque animadversiones adjunxit Joannes Baptista Souchay (1730)
- Honoré d'Urfé : L'Astrée de M. d'Urfé, pastorale allégorique avec la clé. Nouvelle édition où, sans toucher ni au fonds ni aux épisodes, on s'est contenté de corriger le langage et d'abréger les conversations (5 volumes, 1733)
- Nicolas Boileau : Les Œuvres de M. Boileau Despréaux, avec des éclaircissements historiques. Nouvelle édition revue et corrigée (2 volumes, 1735)
- Paul Pellisson : Œuvres diverses de M. Pellisson (3 volumes, 1735)
- Flavius Josèphe : Histoire des Juifs, écrite par Flavius Joseph, sous le titre de Antiquités judaïques, traduite par M. Arnauld d'Andilly. Nouvelle édition augmentée de deux fragments et de notes historiques et critiques avec des tables chronologiques et géographiques (6 volumes, 1744)

Traduction
- Thomas Browne : Essai sur les erreurs populaires, ou Examen de plusieurs opinions reçues comme vrayes, qui sont fausses ou douteuses (2 volumes, 1733)

## Sources biographiques
- Nicolas Fréret, « Éloge de M. l'abbé Souchay » in Claude Gros de Boze, Charles Le Beau et Bon-Joseph Dacier, Histoire de l'Académie royale des inscriptions et belles-lettres, avec les Mémoires de littérature tirés des registres de cette académie, depuis l'année MDCCXLIV jusques & compris l'année MDCCXLVI, Imprimerie royale, Paris, vol. XVIII, 1753, p. 458-462.